# Немски православен манастир
Немският православен манастир „Света Троица“ (на немски: Deutsches Orthodoxes Dreifaltigkeitskloster Buchhagen) е първият и единствен православен манастир в Германия. Разположен е в град Буххаген, провинция Долна Саксония. Манастирът се намира под юрсидикцията на Българската източноправославна епархия в Западна и Средна Европа.

## История
Основан е от монах Йохан, който след преминаването си към православната вяра е монах на Света гора. Йохан е и първият игумен на манастира. Осветен е от митрополит Симеон Западно и Средноевропейски през 1994 година. През 1996 година. е осветена криптата на бъдещата църква. Църквата е посветена на Божията Премъдрост. Изграждането на манастира е делоизключително на самите монаси и на техни съмишленици. Монасите се занимават и с изписване на икони и стенописи. Песнопенията им на немски език са издадени в няколко албума.
В манастира се съхраняват различни ценни реликви, някои от тях подарък от Българската православна църква.
За мъже над 14-годишна възраст има възможност и за пренощуване в манастира. Има възможност за пренощуване в близките селца.